# Святий Єронім у келії (Дюрер)

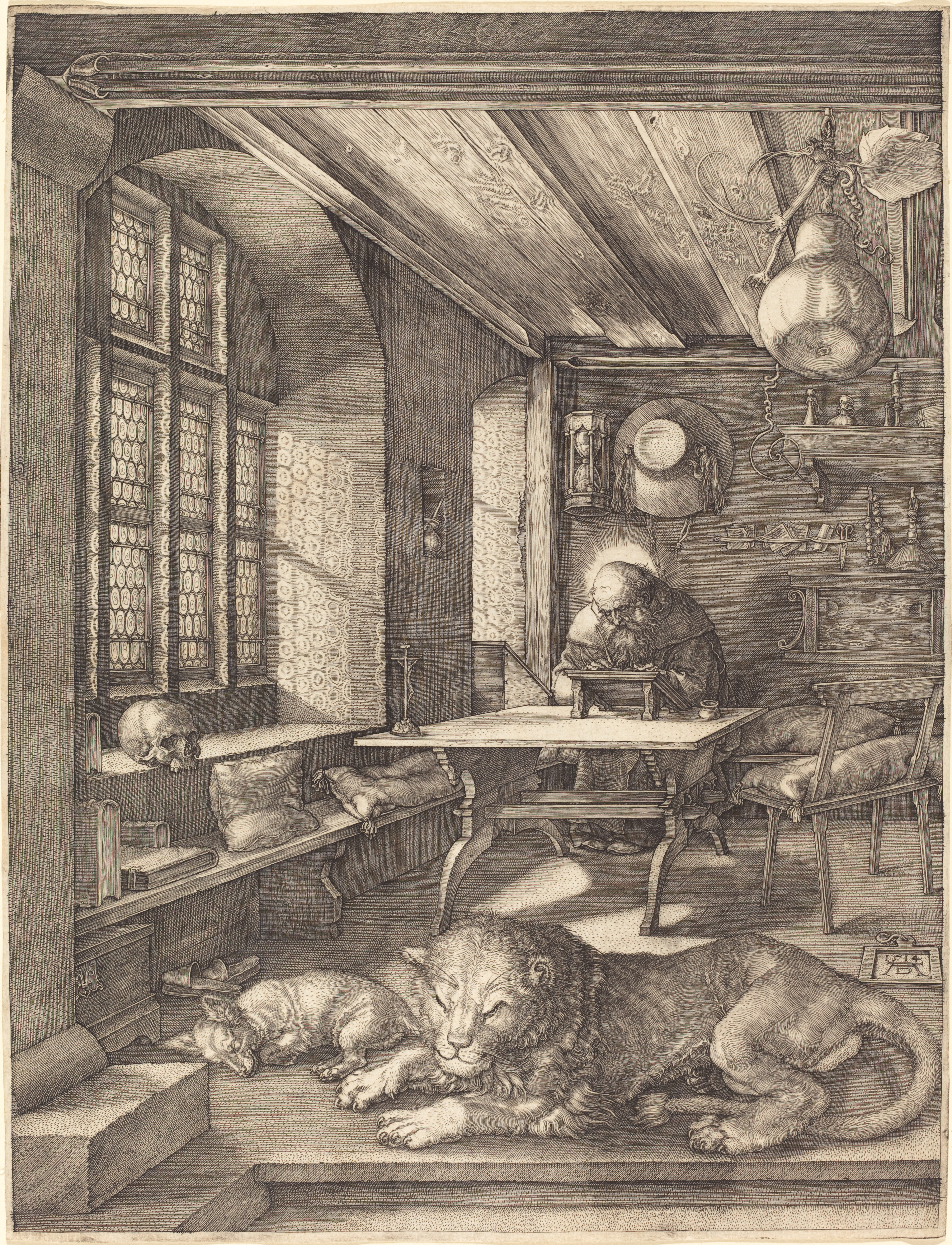

Святий Єронім у келії (нім. Der heilige Hieronymus im Gehäus) — велика мідна гравюра Альбрехта Дюрера, одна з трьох так званих майстерних гравюр (нім. Meisterstiche). Створено 1514 року. Розмір 244 × 186 мм

## Опис
Центральною фігурою є Святий Єронім, що напружено працює. У його руці перо, голова оточена сяйвом. На столі тільки підставка для книг, на ній праця Святого Єроніма, розп'яття і чорнильниця. На передньому плані мирно сплять маленька собачка і грізний лев. Крізь вікна в це мирне затишне житло ллється світло.
Гравюра насичена дрібними об'єктами — символами: череп, книги, пісочний годинник, свічка, крислатий капелюх, чотки, висушений гарбуз з крокв, капці, подушки, воскова табличка з монограмою. Усі вони відображені дуже ретельно.

## Сенси
Ймовірно є алегоричним зображенням споглядального та богословського (духовного, церковного) способу життя. Череп, запалена свічка на полиці й пісочний годинник нагадують про плинність часу і життя. Уявна лінія від голови Єроніма проходить через хрест до черепа на віконному уступі, ніби протиставляючи смерть і Воскресіння.
Зображення лева є обов'язковою частиною легенди про Святого Єроніма. Спляча собака — тварина, яку часто зустрічають у творах Дюрера, символізуючи вірність.
Гарбуз на гравюрі відносить глядача до теологічної суперечки Єроніма з отцем церкви Аврелієм Августином.
Висловлюється також думка, що гравюра є відображенням одного з темпераментів — флегматизму.